# ريكاردو وليامس (ملاكم)
ريكاردو وليامس (بالإنجليزية: Ricardo Williams)‏ مواليد 25 يونيو 1981 في سينسيناتي، هو ملاكم أمريكي يصنف ضمن فئة وزن الوسط. شارك في دورة الألعاب الأولمبية الصيفية سنة 2000.

## إحصائيات
خاض خلال مسيرته 30 نزالا، فاز في 18 ولم يتعادل وخسر في 2. فاز بالضربة القاضية في 10 نزالا.

## روابط خارجية
- ريكاردو وليامس على موقع بوكس ريك (الإنجليزية) (registration required)
- ريكاردو وليامس على موقع أوليمبيديا (الإنجليزية)